# Coll de les Vanes
El Coll de les Vanes és una collada dels contraforts nord-orientals del Massís del Canigó, a 1.787,3 metres d'altitud, en el límit dels termes comunals de Castell de Vernet i de Vernet, tots dos a la comarca del Conflent, de la Catalunya del Nord.
Està situada a la zona sud-occidental del terme de Vernet, i a l'est de la zona central-oriental del terme de Castell de Vernet, al nord-oest del Coll de les Cabres al costat nord-oest del Pic del Coll de les Vanes i al sud-est del Pic del Bosc de la Vila.